# Kompania graniczna KOP „Bielczaki”

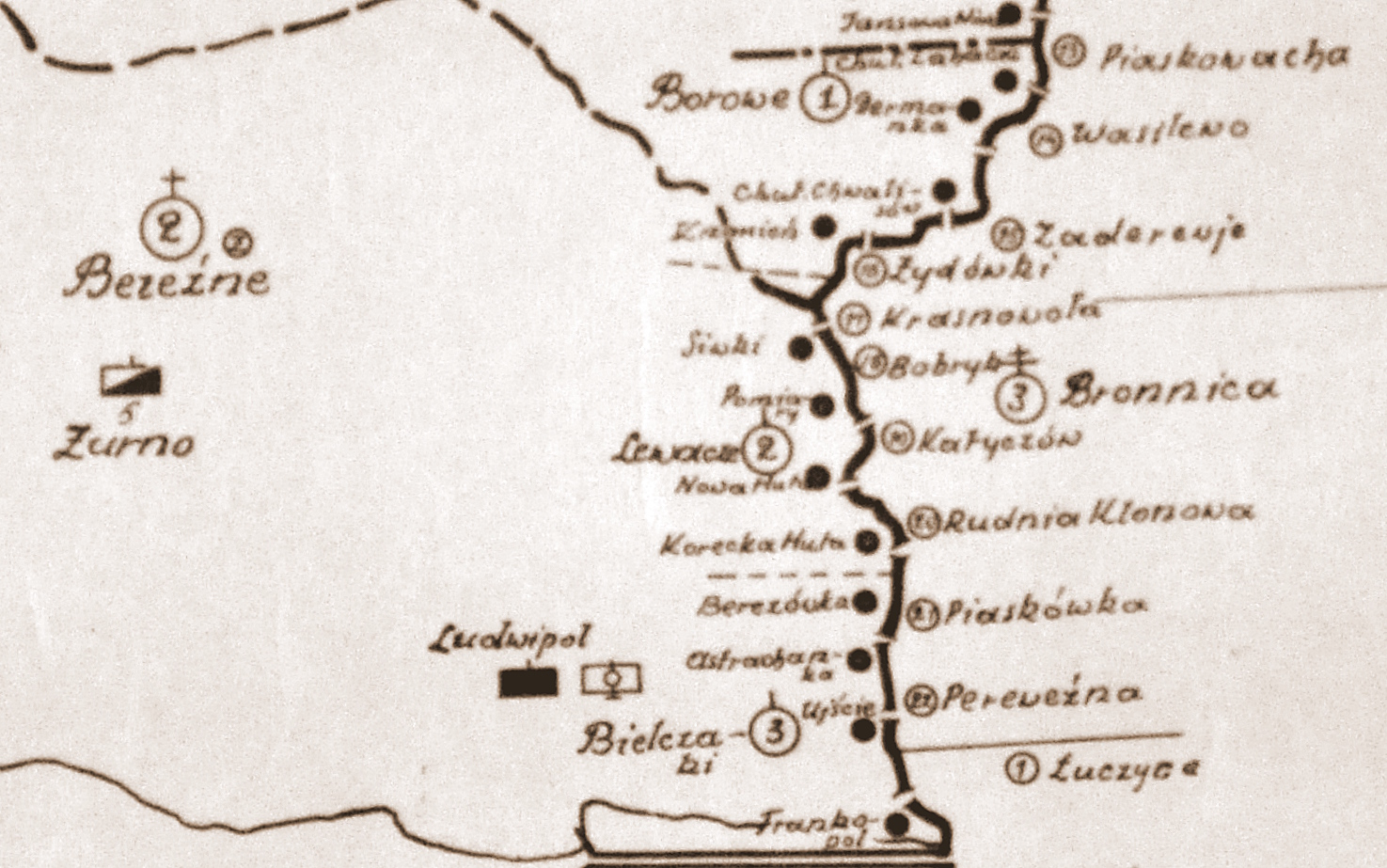
Rozmieszczenie batalionu KOP „Bereźne” w 1931

Kompania graniczna KOP „Bielczaki” – pododdział graniczny Korpusu Ochrony Pogranicza pełniący służbę ochronną na granicy polsko-radzieckiej.

## Formowanie i zmiany organizacyjne
Na podstawie rozkazu szefa Sztabu Generalnego L. dz. 12044/O.de B./24 z 27 września 1924, w pierwszym etapie organizacji Korpusu Ochrony Pogranicza, sformowano 2 batalion graniczny , a w jego składzie 3 kompanię graniczną KOP.
W listopadzie 1936 kompania liczyła 2 oficerów, 7 podoficerów, 4 nadterminowych i 85 żołnierzy służby zasadniczej.
W 1939 3 kompania graniczna KOP „Bielczaki” podlegała dowódcy batalionu KOP „Bereźne”.

## Służba graniczna
Podstawową jednostką taktyczną Korpusu Ochrony Pogranicza przeznaczoną do pełnienia służby ochronnej był batalion graniczny. Odcinek batalionu dzielił się na pododcinki kompanii, a te z kolei na pododcinki strażnic, które były „zasadniczymi jednostkami pełniącymi służbę ochronną”, w sile półplutonu. Służba ochronna pełniona była systemem zmiennym, polegającym na stałym patrolowaniu strefy nadgranicznej i tyłowej, wystawianiu posterunków alarmowych, obserwacyjnych i kontrolnych stałych, patrolowaniu i organizowaniu zasadzek w miejscach rozpoznanych jako niebezpieczne, kontrolowaniu dokumentów i zatrzymywaniu osób podejrzanych, a także utrzymywaniu ścisłej łączności między oddziałami i władzami administracyjnymi. Miejscowość, w którym stacjonowała kompania graniczna, posiadała status garnizonu Korpusu Ochrony Pogranicza.
3 kompania graniczna „Bielczaki” w 1934 ochraniała odcinek granicy państwowej szerokości 21 kilometrów 800 metrów. Po stronie sowieckiej granicę ochraniały zastawy „Piaskówka”, „Pereweźna” i „Łuczyce” z komendantury „Bronnica” .
Kompanie sąsiednie
- 2 kompania graniczna KOP „Lewacze” ⇔ 1 kompania graniczna KOP „Hołyczówka” – 1928[8], 1929[9], 1931[7] , 1932[10], 1934[11], 1938[12]

## Struktura organizacyjna
Strażnice kompanii w latach 1928 – 1939 
- strażnica KOP „Berezówka”[d]
- strażnica KOP „Astrachanka”
- strażnica KOP „Ujście”[e]
- strażnica KOP „Frankopol”[f]

## Dowódcy kompanii
- kpt. Tadeusz Lipiński (był 1 X 1928 −)[14]
- kpt. Kazimierz Kordaszewski (był 31 X 1929 −)[14]
- kpt. Tadeusz Wittek[g] (28 III 1930 – 16 IV 1934 → przesunięty na stanowisko adiutanta batalionu)[14]
- kpt. Jan Bojarski (10 IV 1934 −)[14]
- por. Stanisław Herman (− 1939)[15]